# Programas de Ayuda Unicef en España

Logotipo de UNICEF.

Los Programas de Ayuda Unicef en España fueron una serie de proyectos de cooperación impulsados  por el Fondo de las Naciones Unidas para la Infancia (UNICEF), con el asesoramiento técnico de la OMS y de la FAO.
Se desarrollaron en España  entre los años 1954 y 1969, en una etapa en la que el país era considerado todavía en vías de desarrollo.
Estos programas estuvieron orientados a mejorar las condiciones de vida de la infancia española, que enfrentaba altos índices de mortalidad infantojuvenil —con una tasa estimada en 142 fallecimientos por cada 1.000 nacidos vivos antes de 1950—, y se centraron principalmente en áreas como la salud, la nutrición y la educación.

## Programas de Ayuda Unicef en España

### Centros de Prematuros
Los Centros de Prematuros fueron los primeros centros de atención especializada para los niños prematuros en España. Se crearon entre 1957 y 1969 bajo el auspicio de UNICEF y coordinados en España por el pediatra Juan Bosch Marín.
La creación de estos centros se enmarca en un contexto de alta natalidad en el país y la necesidad urgente de mejorar la atención a los recién nacidos prematuros, quienes presentaban altas tasas de mortalidad debido a la falta de infraestructura adecuada.

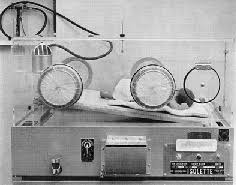
Incubadora de 1960

Se fundaron 9 centros de prematuros, en 8 ciudades, por este orden: Madrid, Bilbao, Valencia, Barcelona, Sevilla, San Sebastián, Granada, Santa Cruz de Tenerife y un segundo centro en Madrid. 
Fueron dirigidos por Puericultores del Estado debidamente especializados, contando con la colaboración del pediatra francés Dr. Marcel Lelong, consultor de la OMS.
Los Centros de Prematuros tuvieron un impacto significativo en la mejora de la atención infantil en España, contribuyendo de manera notable a la supervivencia de miles de niños prematuros. Gracias a la introducción de incubadoras, muchos de estos niños lograron sobrevivir, evitando secuelas graves como la parálisis o la ceguera. De hecho, en su momento, el índice de supervivencia de los bebés prematuros que ingresaban en estos centros alcanzaba el 70%, un porcentaje que superaba con creces las tasas de mortalidad previas a la creación de estas instituciones.
Además de cumplir con su propósito asistencial, los Centros de Prematuros también desempeñaron un papel importante en el ámbito docente, formando a profesionales de la salud en el cuidado y tratamiento de los recién nacidos prematuros.
El trabajo de estos centros implicó la asistencia a niños prematuros y la formación de su personal, con un sistema de becas en la Escuela de Puericultura de París. Destaca no solo por la eficacia de estos centros en su doble faceta clínica y docente, sino también por ser un modelo pionero en su época.
Los Centros de Prematuros constituyeron un pilar fundamental en el desarrollo de la neonatología en España, marcando un antes y un después en la atención de los recién nacidos prematuros. Su creación y el éxito que alcanzaron no solo reflejan el compromiso con la mejora de la salud infantil, sino también el papel crucial de la cooperación internacional en la salud pública, a través del apoyo de organizaciones como UNICEF.

### Programa Ayuda Social Americana (ASA)
Entre los años 1954 y 1966se enviaron a España 300 millones de kilos de leche en polvo. Inicialmente gestionado, a título personal, por Maurice Pate, director de UNICEF. Los envíos se produjeron entre 1954 y 1966.

### Inválidos
El programa de rehabilitación de inválidos contribuye a estimular el interés por los minusválidos físicos, psíquicos y sensoriales. Las instituciones nacionales dedicada a estos fines incrementaron sus servicios y los mejoraron.

### Lucha contra el tracoma
El programa de lucha contra el tracoma se llevó a cabo en los lugares endémicos del sur de España, especialmente en Almería, Murcia, Málaga y Granada. Se obtuvo la casi total desaparición de esta enfermedad en las campañas realizadas.

### Centrales lecheras
En 1958 se estableció un programa de productos lácteos denominado PROLAC. Se establecieron más de 54 centrales lecheras, con una producción higienizada de 2.400 millones de litros al año.
Unicef invirtió un millón y medio de dólares en maquinaria, que se tradujo en productos lácteos para la infancia necesitada. 
Así mismo ayudó a establecer en España unos organismos técnicos en el orden a la investigación, capacitación de personal, agrupación de industrias, asociación de granjeros y promoción del consumo. 
En 1967, 500.000 niños recibieron a diario un vaso con un cuarto de litro de leche higienizada gratuitamente.

### Educación y entrenamiento del personal
Se contribuyó a la formación del personal sanitario como enfermeras, matronas, asistentes sociales, maestros, médicos generales y pediatras.
En sus provincias desarrollaron campañas de educación sanitaria nutricional del mayor interés.